# بيير شارل لومونييه
بيير شارل لومونييه (بالفرنسية: Pierre Charles Lemonnier)‏ (ولد في باريس في 23 نوفمبر 1715 وتوفي في بايو في 3 أبريل 1799) عالم فلك فرنسي ونجل العالم الفيلسوف والرياضي بيير لومونييه. أصبح عضوًا في أكاديمية العلوم الملكية عام 1736.